# Hjalmar Johansson
Carl Hjalmar August Johansson (Karlskrona, Blekinge, 20 de gener de 1874 – Segeltorp, Huddinge, Estocolm, 30 de setembre de 1957) va ser un saltador, nedador i atleta suec que va competir a començaments del segle XX i que va disputar tres edicions dels Jocs Olímpics.
El 1906 va prendre part en els Jocs Intercalats d'Atenes, on fou sisè en la prova de palanca de 10 metres, vuitè en els 100 metres lliures de natació i 19è en el salt de llargada aturat del programa d'atletisme.
El 1908, als Jocs de Londres, guanyà la medalla d'or en la competició de salt de palanca de 10 metres, alhora que era eliminat en sèries en la competició dels 200 metres braça del programa de natació.
Quatre anys més tard, als Jocs d'Estocolm, guanyà la medalla de plata en la prova de palanca alta i fou quart en palanca de 10 metres, ambdues del programa de salts.
Johansson va contribuir de manera destacada en establir un codi de conducta en les competicions de salts. Alhora inventà diversos estils de salts. Guanyà el campionat suec de salts entre 1897 i 1912, a excepció dels dos anys en què va estudiar a Londres, i el títol britànic entre 1907 i 1913. El 1982 fou inclòs a l'International Swimming Hall of Fame.